# Reichsstraße 114
Die Reichsstraße 114 (R 114) war bis 1945 eine Staatsstraße des Deutschen Reichs. Sie führte in West-Ost-Richtung durch Ostbrandenburg von Küstrin (heute polnisch: Kostrzyn nad Odrą) bis nach Wierzebaum (Wierzbno) bei Schwerin (Warthe) (Skwierzyna) und wurde während der Kriegshandlungen zwischen 1939 und 1945 über Posen (Poznań) und Konin bis nach Kutno zur Weiterfahrt in das polnische Łowicz (Lowitsch) verlängert. Die R 114 verband so die Provinzen Brandenburg und Posen (1939–1945: Reichsgau Wartheland). Von anfangs 66 Kilometern wurde die Straße 1939 auf 327 Kilometer erweitert.
Heute verlaufen mehrere polnische Landesstraßen (droga krajowa (DK)) auf der Trasse der ehemaligen R 114: die DK 22, DK 24, DK 92 und die DK 2, letztere bildet einen Streckenabschnitt der Europastraße 30. Die Straßen verbinden die heutigen Woiwodschaften Lebus, Großpolen und Łódź.

## Straßenverlauf der R114
(heutige polnische Landesstraße DK 22):
Provinz Brandenburg (heute: Woiwodschaft Lebus):
Landkreis Königsberg Nm. (heute: Powiat Gorzowski (Kreis Landsberg (Warthe))):
- Küstrin (Kostrzyn nad Odrą) (Anschluss: Reichsstraßen R 1 und R 112)

X ehemalige Kleinbahn Küstrin–Hammer X
Landkreis Oststernberg (heute: Powiat Sulęciński (Kreis Zielenzig)):
- Sonnenburg (Słońsk)
- Kriescht (Krzeszyce)
- Waldowstrenk (Wałdowice)

 (heutige DK 24):
Landkreis Schwerin (Warthe) (heute: Powiat Międzyrzecki (Kreis Meseritz)):
- Schwerin (Warthe) (Skwierzyna) (Anschluss: R 113)

~ Obra ~
X Ehemalige Reichsbahnstrecken Landsberg (Warthe) – Neu Bentschen (entspricht der heutigen Staatsbahnlinie Nr. 367: Gorzów Wielkopolski – Zbąszynek) und Schwerin (Warthe) – Birnbaum (heute Staatsbahnlinie Nr. 363: Skwierzyna – Rokietnica) X
- Prittisch (Przytoczna)
- Wierzebaum (Wierzbno)

o 1919–1939: Grenzübergangsstelle Deutschland / Polen o
Provinz Posen (1939–1945: Reichsgau Wartheland) (heute Woiwodschaft Großpolen):
Landkreis Birnbaum (Powiat Międzychodzki):
X Staatsbahnlinien Nr. 363 Skwierzyna – Rokietnica und Nr. 373: Międzychód – Zbąszyn (Bentschen) X
- Kwiltsch (1939–1945 Lärchensee) (Kwilcz)

X Staatsbahnlinie Nr. 363 Skwierzyna – Rokietnica X
Landkreis Samter (Powiat Szamotulski):
- Pinne (Pniewy)

 (heutige DK 92):
- Albrechtshof (Sękowo)

Landkreis Posen-West (Powiat Poznański):
- Schlehen (Tarnowo Podgórne)

Stadtkreis Posen (Miasto)
- Posen (Poznań) (Anschluss: Reichsstraßen R 116 und R 387)

X Staatsbahnlinien Nr. 351: Poznań – Szczecin (Stettin), Nr. 354: Poznań – Piła (Schneidemühl) und Nr. 356: Poznań – Bydgoszcz (Bromberg) X
~ Warthe (Warta) ~
Landkreis Posen-Ost (Powiat Poznański):
- Schwersenz (Swarzędz)

Landkreis Schroda:
- Kostschin (Kostrzyn) (Anschluss: R 382)

(heutiger Powiat Wrzesiński (Kreis Wreschen)):
- Nekla

X Staatsbahnlinie Nr. 3: Frankfurt (Oder) – Warschau X
Landkreis Wreschen:
- Wreschen (Września)

X Staatsbahnlinie Nr. 3: Frankfurt (Oder) – Warschau X
(heutige Powiat Słupecki):
- Stralkowo (1939–1945 Stralkau) (Strzałkowo)

Landkreis Konin:
- Slupca (1939–1945 Grenzhausen) (Słupca)

(heutiger Powiat Koniński (Kreis Konin)):
- Golina (1939–1945 Gohlen, Gollin) (Golina)

Landkreis Konin:
- Konin (Konin)

 /  (heutige DK 2 und Europastraße 30):
~ Warthe (Warta) ~
Landkreis Warthbrücken (heutiger Powiat Kolski):
- Kościelec (1939–1945 Kirchdorf) (Anschluss: R 78)
- Koło (1939–1945 Warthbrücken) (Koło) (Anschluss: R 78)

~ Warthe (Warta) ~
X Staatsbahnlinie Nr. 3: Frankfurt (Oder) – Warschau X
X Staatsbahnlinie Nr. 131: Chorzów Batory (Königshütte Bismarck) – Tczew (Dirschau) X
- Klodawa (1939–1945 Tonningen) (Kłodawa)

(heutige Woiwodschaft Łódź):
Landkreis Kutno (Powiat Kutnowski):
- Krośniewice (1939–1945 Kroßwitz) (Krośniewice) (Anschluss: Reichsstraßen R 129 und R 385)

X Staatsbahnlinie Nr. 3: Frankfurt (Oder) – Warschau X
X Staatsbahnlinie Nr. 16: Kutno – Łódź
- Kutno